# Otakar Nickerl
Otakar Nickerl, také Ottokar Nickerl (22. ledna 1838 Praha – 3. září 1920 Praha), byl český zoolog německé národnosti, botanik, entomolog – lepidopterolog a koleopterolog, vysokoškolský profesor, doktor medicíny.

## Životopis
Narodil se v Praze jako syn známého pražského entomologa Františka Antonína Nickerla (1813–1871) a matky Emilie, rozené Sieglové (1815–??). Po dokončení střední školy začal studovat medicínu na pražské Karlo-Ferdinandově universitě, kde po jejím úspěšném zakončení roku 1862 získal lékařský diplom.
Byl žákem Filipa Maxmiliána Opize, pražského botanika, a proto se též věnoval studiu botaniky. V letech 1864–1868 vykonával práci asistenta na pražské univerzitě. Roku 1868 byl jmenovaný profesorem přírodních věd na pražské polytechnice. Na tomto pracovišti působil až do roku 1870.
V roku 1869 společně s Karlem Slavojem Amerlingem založili Společnost pro fysiokracii v Čechách. Roku 1872 při této společnosti založili entomologický odbor, který se později stal základem pro vznik České společnosti entomologické.
Po skončení své pedagogické činnosti byl v letech 1876–1904 přednosta dvou výzkumných zemědělských stanic. První byla kontrolní stanice semenářská a druhá stanice pro zkoumání škůdců polního a lesního hospodářství. Na těchto pracovištích byl pověřený, aby vypracoval posudky o hmyzích škůdcích v hospodářství a o otázkách fytopatologických. Tyto jeho práce byly jedny z prvních svého druhu, čímž se stal průkopníkem užité entomologie v českých zemích.
Byl vášnivým entomologem a sběratelem, který se věnoval hlavně sběru motýlů (Lepidoptera) a brouků (Coleoptera). Patřil za svého života k vůdčím osobnostem pražského entomologického života. Po svém otci zdědil rozsáhlé sbírky hmyzu – převážně motýlů a během svého života tyto sbírky dále rozšířil o nové přírůstky. Převážně se však věnoval výzkumu a sběru brouků. Patřil k prvním entomologům mezinárodního formátu na území Čech. Měl rozsáhlé kontakty s mnoha světovými sběrateli, přičemž rozšiřoval svojí sbírku přírodnin a to jak výměnou s druhými sběrateli, tak i tím, že skupoval entomologický materiál. Tím rozšířil svojí sbírku hmyzu.
Podařilo se mu získat entomologický materiál z Řecka, Nové Guiney, Austrálie, Afriky, Ameriky, Madagaskaru, Indie a téměř veškerý materiál, který přivezl ze svých cest český cestovatel Emil Holub. Svoje vědecké práce publikoval v různých časopisech: Lotos, Stettiner entomologische Zeitung, Verhandlungen der kaiserlich – königlichen zoologisch – botanischen Gesellschaft in Wien, stejně jako i v seznamech české entomofauny, které vydávala Fysiokratická společnost v Čechách.
Na jeho počest bylo jeho jménem pojmenováno vícero druhů hmyzu. Např. Jan Obenberger druhovým jménem „nickerli“ pojmenoval řadu nově popsaných druhů krasců z různých častí světa.
Zemřel roku 1920 a pohřben byl na Olšanských hřbitovech. Po smrti přešla celá jeho sbírka hmyzu, stejně jako i jeho odborná knihovna do majetku Entomologického oddělení Národního muzea v Praze. To zdědilo i značnou část jeho majetku, ze kterého byl založený tzv. „Nickerlův fond“. Byl členem německého přírodovědeckého spolku „LOTOS“ a také členem „Klubu přírodovědeckého v Praze“.

### Rodinný život
Dne 3. srpna 1871 se oženil. S manželkou Christinou, rozenou Hennevogel von Ebenburg (1839–1911) měl syny Františka (*1872) a Otakara (*1873).

## Dílo
- Nickerl, O.: 1880, Bericht über die im Jahre 1879 der Lanwirdschaft Böhmens schädlichen Insekten. 24 pp.
- Nickerl, O.: 1881, Zpráva o hmyzu, který roku 1880 polnímu hospodářství v Čechách škodil. 12 pp.
- Nickerl, O.: 1886, Bericht über die im Jahre 1885 der Lanwirdschaft Böhmens schädlichen Insekten. 16 pp.
- Nickerl, O.: 1887, Goliathus atlas n. sp. Stettiner Entomologische Zeitung 48: 174 – 176.
- Nickerl, O.: 1890, Sphyrorrhina charon: eine neue Goliathiden-Gattung und Art. Stettiner Entomologische Zeitung, 51: 13 – 15.
- Nickerl, O.: 1894, Catalogus insectorum faunae bohemicae. III. Die Kleinschmetterlinge (Microlepidoptera) Böhmens. Verlag der Physiokratischen Gesellschaft, Prag, 38 pp.
- Nickerl, O.: 1897, Catalogus insectorum faunae bohemicae: Verzeichnis der Insekten Böhmen's: herausgegeben von der Gesellschaft für Physiokratie in Böhmen. 5. die Gross-Schmetterlinge (Macrolepidoptera). vii + 40 pp.
- Haury, Ch. & Nickerl O.: 1905, Verzeichnis der Insekten Böhmens herausgegeben von der Gessellschaft für Physiokratie in Böhmen. VII. Geradflügler (Orthoptera). A. Orthoptera genuina (Forficularia, Blattodea, Acridiodea, Locustodea, Gryllodea). Verlag der Gesellschaft für Physiokratie in Böhmen, Praha, 20 pp.
- Haury, Ch. & Nickerl, O.: 1905, Seznam hmyzu českého vydaný Společností pro fysiokracii v Čechách. VII. Hmyz rovnokřídlý. (Orthoptera) A. Orthoptera genuina (Forficularia, Blattodea, Acridiodea, Locustodea, Gryllodea). [A list of Czech insects published by the Czech Society of Natural History. VII. The Orthoptera. A. Orthoptera genuina (Forficularia, Blattodea, Acridiodea, Locustodea, Gryllodea)]. In: Catalogus insectorum Faunae Bohemicae. Nákladem Společnosti pro fysiokracii v Čechách, Praha, 14 pp.
- Nickerl, O.: 1905, Fundorte böhmischer Wanzenarten. Beiträge zur Insekten-fauna Böhmens II. Prag., iv + 42 pp.
- Nickerl, F. A. et Nickerl, O.: 1906, Die Zünstler Böhmens (Pyralidae). Beitr. z. Insekten-Fauna Böhmens, 3, 1–35, Prag.
- Nickerl, F. A. et Nickerl, O.: 1906, Die Wickler Böhmens (Tortricidae). Beitr. z. Insekten-Fauna Böhmens, 4, 1–62, Prag.
- Nickerl, O.: 1907, Die Spanner des Königreichen Böhmens. Beitr. z. Insekten-Fauna Böhmens, 5, 1–71, Prag.
- Nickerl, O.: 1908, Die Motten Böhmens (Tineen). Beitr. z. Insekten-Fauna Böhmens, 6, 1–160, Prag.
- Nickerl, O.: 1910, Die Federmotten Böhmens (Pterophoridae und Orneodidae). Beiträge zur Insekten-Fauna Böhmens, VII., 13 pp.